# Pavetta thorbeckii
Pavetta thorbeckii là một loài thực vật có hoa trong họ Thiến thảo. Loài này được K.Krause mô tả khoa học đầu tiên năm 1920.